# Tara Würth
Tara Würth (* 30. September 2002 in Zagreb) ist eine kroatische Tennisspielerin.

## Karriere
Würth begann mit sieben Jahren mit dem Tennisspielen und bevorzugt Sandplätze. Sie spielt vor allem auf der ITF Women’s World Tennis Tour, wo sie bislang sechs Titel im Einzel und einen im Doppel gewinnen konnte.
2021 gab Würth ihren Einstand für die kroatische Fed-Cup-Mannschaft. In der Begegnung gegen die Ukraine verlor sie das Doppel an der Seite ihrer Partnerin Antonia Ružić. Ihre Fed-Cup-Bilanz lautet 2 Siege und 7 Niederlagen.

## Turniersiege

### Einzel
| Nr. | Datum             | Turnier | Kategorie | Belag | Finalgegnerin                      | Ergebnis        |
| --- | ----------------- | ------- | --------- | ----- | ---------------------------------- | --------------- |
| 1.  | 5. September 2021 | Triest  | ITF W25   | Sand  | Mirjam Björklund                   | 3:6, 6:4, [7:5] |
| 2.  | 3. Juli 2022      | Tarvis  | ITF W25   | Sand  | Lea Bošković                       | 7:5, 6:0        |
| 3.  | 17. Juli 2022     | Rom     | ITF W60+H | Sand  | Chloé Paquet                       | 6:3, 6:4        |
| 4.  | 8. April 2023     | Split   | ITF W40   | Sand  | Sára Bejlek                        | 6:2, 3:6, 6:4   |
| 5.  | 18. Mai 2024      | Zagreb  | ITF W75   | Sand  | Lola Radivojević                   | 7:5, 6:3        |
| 6.  | 17. Mai 2025      | Zagreb  | ITF W75   | Sand  | Guiomar Maristany Zuleta de Reales | 6:2, 4:6, 6:3   |

### Doppel
| Nr. | Datum         | Turnier       | Kategorie | Belag             | Partnerin      | Finalgegnerinnen        | Ergebnis         |
| --- | ------------- | ------------- | --------- | ----------------- | -------------- | ----------------------- | ---------------- |
| 1.  | 29. März 2025 | Murska Sobota | ITF W75   | Hartplatz (Halle) | Petra Marčinko | Cho I-hsuan Cho Yi-tsen | 6:3, 3:6, [10:4] |